# 제5회 대종상
제5회 대종상의 시상식에 관한 내용이다.

## 수상 및 후보

### 최우수작품상
- 갯마을 - 대양 수상

### 감독상
- 순교자 - 유현목 수상

### 시나리오상
- 태양은 다시 뜬다 - 김지헌 수상

### 남우주연상
- 태양은 다시 뜬다 - 김진규 수상

### 여우주연상
- 최은희 수상

### 남우조연상
- 추풍령 - 최남현 수상

### 여우조연상
- 갯마을 - 황정순 수상

### 촬영상
- 갯마을 - 전조명 수상

### 편집상
- 갯마을 - 유재원 수상

### 음악상
- 순교자 - 한상기 수상

### 미술상
- 순교자 - 이봉선 수상

### 특별장려상
- 저하늘에도 슬픔이 - 김용연 수상

### 문화영화작품상
- 가야금 - 국립영화제작소 수상

### 녹음상
- 순교자 - 김병수 수상

### 신인상
- 흑맥 - 문희 수상

### 제작상
- 연방영화 수상

### 우수반공영화상
- 8240 KLO - 제일영화 수상

### 반공영화각본상
- 군번없는 용사 - 한우정 수상